# Élections législatives soviétiques de 1984
Des élections législatives ont lieu en Union des républiques socialistes soviétiques (URSS) le 4 mars 1984. Il s'agit d'élire les 750 membres du Soviet de l'Union et les 750 membres du Soviet des nationalités, les deux assemblées constitutives du Soviet suprême de l'Union soviétique, à l'issue de leur mandat de cinq ans.
Ces élections confortent le maintien au pouvoir du Parti communiste de l'Union soviétique (PCUS), et la plus longue mainmise sur le pouvoir d'un parti unique au monde. Il s'agit également, toutefois, de la dernière élection à candidats uniques en URSS ; pour la première fois, les élections de mars 1989 vont permettre aux Soviétiques de voter pour des candidats non-endossés par le gouvernement.

## Sélection des candidats, et système électoral
Comme lors des élections précédentes, les candidats sont sélectionnés par le PCUS, par le Komsomol (organisation de la jeunesse du parti), et par « d'autres organismes publics tels que les syndicats et les coopératives, qui sont de facto sous le contrôle du parti ». 71,4 % des candidats sont membres du parti (contre 71,7 % en 1979). En accord avec les principes de la « démocratie soviétique », la majeure partie des candidats (51,3 %) sont issus des rangs des ouvriers (35 %) et des fermiers (16,1 %), la commission électorale veillant également à une représentation proportionnée de personnes d'autre milieux professionnels, dont les travailleurs du secteur tertiaire. Doit également figurer une proportion suffisante de femmes (32,8 %, un record), de vétérans des forces armées, de jeunes (22 % des candidats ont moins de 30 ans), et de membres de groupes ethniques minoritaires au sein de chaque république socialiste soviétique constitutive de l'Union.
Un seul candidat est sélectionné par circonscription. Les citoyens sont invités, le jour de l'élection, à approuver ou rejeter le candidat choisi pour leur circonscription. Ils se voient présenter un bulletin portant le nom du candidat. Un isoloir est prévu, mais les électeurs qui approuvent le candidat peuvent déposer directement le bulletin dans l'urne, tandis qu'il est nécessaire de passer par l'isoloir si l'on souhaite rayer le nom du candidat. Dans la pratique, l'élection ne se déroule donc pas à bulletin secret. Malgré la proposition de juristes experts constitutionnels, l'idée d'obliger tous les électeurs à passer par l'isoloir, afin de garantir le secret du scrutin, n'a pas été adoptée. Les électeurs peuvent inscrire des remarques sur leur bulletin, qui sont « examinées avec soin après l'élection, catégorisées, et envoyées aux autorités compétentes ». Elles constituent ainsi un moyen d'expression pour les citoyens, qui ne peuvent choisir leur candidat. Ces remarques n'entraînent pas la nullité du bulletin, mais nécessitent bien sûr pour l'électeur de passer par l'isoloir, ce qui peut être dissuasif.
Un candidat est élu si au moins la moitié des suffrages exprimés lui est favorable, à la condition que le taux de participation dans la circonscription soit d'au moins 50 %.

## Campagne électorale
Les médias, de même que « les bibliothèques, les clubs, les cinémas, les établissements sportifs » et autres, sont mobilisés en amont des élections pour expliquer aux citoyens les enjeux de politique intérieure et étrangère pour les années à venir. Des « travailleurs-activistes » font également du porte à porte pour informer les habitants. Les éventuelles propositions, critiques ou plaintes exprimées à cette occasion par les citoyens doivent être examinées, et, si elles sont « constructives et réalistes », une réponse doit leur être apportée. Officiellement, le système soviétique repose sur ces « mécanismes participatoires », qui doivent permettre aux citoyens de s'exprimer et d'être entendus, même s'ils ne peuvent pas réellement choisir leur député. Pour autant, aucune campagne électorale à l'encontre d'un candidat sélectionné n'est autorisée.
Dans chaque circonscription, des réunions publiques sont organisées, au cours desquelles le candidat dialogue avec les électeurs. Ces derniers proposent des engagements politiques, auxquels le candidat sera tenu de se conformer si la majorité des citoyens présents à la réunion les approuvent. Le processus est encadré, le parti veillant à dissuader l'adoption de certains engagements, mais il s'agit néanmoins dans une certaine mesure de l'expression réelle de préférences populaires, le parti souhaitant que ces réunions conservent une certaine crédibilité. Une fois élu, le député doit informer ses électeurs de la mise en œuvre de ces engagements. Puisque les plus hauts cadres du parti sont eux-mêmes candidats aux législatives, ils se prêtent eux aussi à l'exercice, dans leurs circonscriptions respectives. Ainsi, Egor Ligatchev, membre du Comité central du parti, Secrétaire de la Commission électorale et futur no 2 du parti après l'élection, se présente devant une réunion des électeurs dans sa circonscription de Tomsk le 9 février. La dernière réunion avant l'élection devait être celle, le 3 mars, de Iouri Andropov, Secrétaire général du parti et donc dirigeant de l'URSS. Le décès d'Andropov le 9 février vient bouleverser ces événements. Andropov est rapidement remplacé par Konstantin Tchernenko à la tête du parti - et par une ouvrière industrielle, Nina Motova, comme candidat dans sa circonscription.
Parmi les autres candidats décédés durant la campagne électorale se trouve l'écrivain Mikhaïl Cholokhov, prix Nobel de littérature, candidat à Rostov. À Taraz, le candidat décède si peu de temps avant l'élection qu'il n'y a pas le temps de le remplacer. Pour la première fois dans l'histoire de l'URSS, dans l'une des circonscriptions l'élection ne se tient donc pas. Un nouveau candidat est sélectionné, et la circonscription de Taraz procède à une élection partielle le 10 juin.

## Élection: déroulement et résultats
Comme à l'accoutumée, l'élection se déroule dans une atmosphère festive, et est l'occasion de discours et de réunions célébrant les réussites du modèle soviétique. Afin que tout le monde puisse voter, des bureaux de vote sont installés dans les hôpitaux, dans les navires soviétiques en haute mer, et à bord de trains à longue distance (tels que les trains du Transsibérien). Ces bureaux de vote sont rattachés à la circonscription électorale où ils se trouvent, ou à la circonscription contenant le port d'attache des navires. Quatre bureaux de vote sont ouverts au Pôle Sud et un au Pôle Nord, pour les scientifiques et autres personnels qui s'y trouvent ; ils sont rattachés à la circonscription de Leningrad. Enfin, les cosmonautes à bord de la station Saliout 7 envoient collectivement et publiquement un message indiquant leur vote (ce qui est néanmoins contraire à la loi électorale).
L'élection a lieu (comme toujours) un dimanche, jour férié. Bien que les bureaux de vote soient ouverts jusqu'à 22 heures (heure locale), 89,4 % des électeurs votent avant midi, les citoyens étant massivement mobilisés pour prendre part au scrutin. Au total, la commission électorale rapporte un taux de participation de 99,9 %, comme en 1979. Néanmoins, ce taux est considéré comme trompeur. Les citoyens qui souhaitent s'abstenir sans être comptabilisés comme tels peuvent demander un certificat d'absence, indiquant qu'ils ne seront pas présents dans leur circonscription le jour du vote. Leurs noms sont alors temporairement retirés de la liste électorale dans leur circonscription, le certificat leur permettant de se présenter dans un bureau de vote d'une autre circonscription, où leur nom est ajouté à la liste au moment de leur venue. S'ils ne se présentent pas dans un autre bureau de vote, leur nom n'apparaît nulle part, et ils ne sont pas considérés abstentionnistes. Le taux d'abstention réel est ainsi estimé à 20 ou 25 % environ.
L'ensemble de 1 499 candidats sont élus. Les résultats suivants sont annoncés :
|                         | Voix favorables au candidat sélectionné | Voix défavorables au candidat sélectionné |
| ----------------------- | --------------------------------------- | ----------------------------------------- |
| Soviet de l'Union       | 99,94 %                                 | 0,06 %                                    |
| Soviet des nationalités | 99,95 %                                 | 0,05 %                                    |

1 070 sièges reviennent à des membres du Parti communiste, les autres revenant à des élus sans étiquette mais soutenus par le parti.
Le 2 avril, après l'élection, le Præsidium du Soviet suprême adopte un décret ordonnant aux soviets locaux de mettre en œuvre des réponses concrètes aux propositions et remarques exprimées par les citoyens lors de la campagne électorale, et d'informer les citoyens de ces réponses.